# ベゲタミン
ベゲタミン（英語: Vegetamin）とは、抗精神病薬の成分クロルプロマジンと、バルビツール酸系のフェノバルビタール、抗ヒスタミン作用のあるプロメタジンを含む合剤である。塩野義製薬から1957年から2017年3月31日まで販売された。ベゲタミンは同社の登録商標（第5234290号）である。処方箋医薬品であり、世界でも日本でのみ流通していた。劇薬、習慣性医薬品、麻薬及び向精神薬取締法における第三種向精神薬の指定があった。2018年3月31日に経過措置期間が終了し、薬価収載から外され過去の薬剤となった。

## 概要
ベゲタミンの薬効分類名は精神神経用剤で、適応は各種の精神障害の鎮静催眠に用いられる。フェノバルビタールは、過量投薬のリスクが高く、治療薬物モニタリングが必要である。バルビツール酸系は薬物の離脱時の痙攣大発作に注意が必要である。
2005年から2010年までの5年間でも、不審死からのベゲタミンの成分3種の検出が増加しており、オーバードース時に致死性の高い薬の2位の薬だと同定されていた。ベゲタミンは外来患者には用いるべきではない、極力処方を回避すべき、いかなる場合にも処方すべきではない医薬品、飲む拘束衣と言われていた。
日本精神神経学会が2015年3月に薬物乱用防止の観点から販売中止を塩野義製薬に申し入れたことを受け、2016年6月に塩野義製薬は年内限りで販売を中止する意向であったが、一方で一部の医師からは要望の高い薬でもあったため出荷は延長され、年度内である2017年3月31日まで販売された。

## 歴史
ベゲタミンの成分の一つであるフェノバルビタールは、20世紀初頭に合成されたバルビツール酸系薬である。1940年代にもパリのローヌプーランは、H1受容体の拮抗薬であるフェノチアジン系薬物が、バルビツール酸系の作用を増強したり、体温制御を欠損させ低体温化をもたらすといった生理作用を研究した。
第二次世界大戦後には、フランスの外科医アンリ・ラボリは、麻酔科医のユグナーと共に、遮断カクテル（カクテル・リティック）を用い、手術後ショック反応を減らす目的で、バルビツール酸系を増強する研究を行っており、フェノチアジン系のプロメタジンを加えた時、いい反応を得た。
そこでラボリは、ローヌプーランに問い合わせ、フェノチアジン系のRP4560（後にクロルプロマジンと命名される）という化合物があるとの返答を得て、そしてクロルプロマジンを用い、麻酔薬とみなした。遮断カクテルの一例は、クロルプロマジン、プロメタジン、メペリドンといった組み合わせであった。
ベゲタミン自体は、1957年（昭和32年）、広島静養院の松岡龍三郎により創製されたとされている。なお日本国外では全く販売されていない。ベゲタミンはラボリの遮断カクテルに類似し、各成分が効果を増強しあう。
ラボリの研究のすぐ後に、ジャン・ドレーらは、クロルプロマジン単剤の投与で、患者を静穏化することを発見した。バルビツール酸系は、依存を形成しやすい上、治療域と毒性域が近く、過剰摂取時に致命的となりえるため、現在では、より依存が形成しにくく、安全なベンゾジアゼピン系に置き換えられた。
特に2010年代に入り、後述するように、乱用や死亡の点から問題視されていた。ナショナルデータベースの処方の分析から、2011年でも、ベゲタミンは入院患者の約15 %、外来患者の約8 %に処方されており、20代の患者に限っても6.4 %に処方されていた
ベゲタミンA・Bが、伴に2016年（平成28年）12月31日をもって、供給停止となることが塩野義製薬から発表された。日本精神神経学会から「薬物乱用防止の観点からの販売中止」の要請を受けたことによる。

## 薬理作用
脳の中枢に直接作用し、催眠鎮静作用を現す。
ベゲタミンに含まれているクロルプロマジンは、α1受容体に親和性を持ち、この受容体を遮断するため強い鎮静作用を示す。
フェノバルビタールは、バルビツレート結合部位-ベンゾジアゼピン結合部位-Cl-チャネルと高分子複合体を形成するGABAA受容体に結合し、Cl1チャネルの開口時間を延長することで、GABAの抑制作用を増大させ神経細胞の興奮を抑制し、催眠作用を示す。
プロメタジンはヒスタミン受容体H1への拮抗作用をもち、これにより催眠作用を示す。
なお、プロメタジンは抗ムスカリンM1受容体遮断作用により抗パーキン作用を併せ持ち、クロルプロマジンの副作用であるパーキンソン症状を抑える働きを併せ持つ。しかしこのような併用は避けることが推奨されている。

## 錠剤種と含有量
ベゲタミンには、A剤とB剤があり含まれる成分の量が異なる。
- ベゲタミンA：塩酸クロルプロマジン25 mg、塩酸プロメタジン12.5 mg、フェノバルビタール40 mg[17]。
- ベゲタミンB：塩酸クロルプロマジン12.5 mg、塩酸プロメタジン 12.5 mg、フェノバルビタール30 mg[17]。

A剤は赤く着色され、B剤は白く着色されており、俗にA剤が「赤玉」、B剤が「白玉」と呼ばれている。またA剤は「ベゲA」、B剤は「ベゲB」とも呼ばれる。

## 適応
適応症は、統合失調症、老年精神病、躁病、うつ病またはうつ状態、神経症における鎮静催眠である。

## 2010年代の位置付け
後述する死亡の危険性の経緯に加え、飲む拘束衣と言われてきた。適応のほとんどの症例を比較的安全にコントロールできる、より安全な薬剤が続々登場してきたことから、医師・薬剤師向けの処方箋医薬品に関する書籍にも「本薬の投与は極力控える」と記述されている。
2012年の日本うつ病学会のうつ病の診療ガイドラインでは、ベゲタミンを含むバルビツール製剤は推奨されない治療に分類され、極力処方を回避すべきであるとした。
2013年の日本睡眠学会による睡眠薬のガイドラインでは、バルビツール酸系は深刻な副作用が多く、現在はほとんど用いられない、と勧告されている。
そして2015年3月、日本精神神経学会はに薬物乱用防止の観点から販売中止を塩野義製薬に申し入れた。

## 副作用
一般的に多いのは服用後のめまい、ふらつき、注意力の低下、翌日への持ち越しなどである。
ベゲタミンには、抗精神病薬のクロルプロマジンが含まれており、パーキンソン病様の錐体外路症状、まれに悪性症候群や横紋筋融解症などが出ることがある。
バルビツール酸系は、急速に耐性を生じ、離脱を急速に進めた場合、交感神経系の過剰亢進による痙攣大発作に、注意が必要である。具体的には、バルビツール酸系依存症や致死性である。
またプロメタジンのような古い抗ヒスタミン薬には、認知機能が低下するインペアード・パフォーマンスの副作用がある。
過剰摂取によって救急搬送された676名のデータの解析から、ベゲタミンを過剰摂取した場合、4日以上の集中治療室への入室が20 %、誤嚥性肺炎の発症が29 %と他の薬よりも突出していたことが判明している。

## 死亡の危険性に関して
1999年にも、ベゲタミンは統合失調症の入院患者に使われることも多いが、依存や耐性、また過量服薬時の致死の危険のため、外来患者には用いるべきではないとされた。
2005年から2010年まででも、不審死から、ベゲタミンの成分3種の検出が突出していることが報告された。これは処方割合が多いからということではなく、2016年には、110種類の精神科の薬を過剰摂取した日本のデータから、過剰摂取時に致死性の高い薬の2位の薬だと同定され、3位の薬よりも、8.5倍の死亡リスクを持っていた。
オーバードースで死亡に至らなくても、横紋筋融解症を起こして長期入院になったり、精神科医の安易な処方のために集中治療室のベッドが塞がり、他の救急患者を受けられないと救急科の医師が怒りの声を挙げ、塩野義製薬にベゲタミンの販売中止を直接訴えた救急科医もいた。
薬物乱用（や自殺対策）の専門家である（国立精神・神経医療研究センター薬物依存研究部）の精神科医・松本俊彦によれば、いかなる場合にも処方すべきではない薬であり、高度な薬物依存と過剰摂取時の呼吸抑制という、危険な特徴を持つ。